# スイス・コテージ駅
スイス・コテージ駅（スイス・コテージえき、英語: Swiss Cottage station）はカムデン区、スイス・コテージにあるロンドン地下鉄の駅である。当駅はジュビリー線のフィンチリー・ロード駅とセント・ジョンズ・ウッド駅の間、ゾーン2に位置する。
当駅は1939年11月20日に、メトロポリタン線のスタンモア支線の機能がベーカールー線に移動される際、ベーカー・ストリート駅とフィンチリー・ロード駅の間に建設された地下トンネルに設置された。ベーカールー線スタンモア支線が1979年にジュビリー線の一部となったため、当駅もジュビリー線の駅となった。駅名は駅近隣の1803-1804年に建てられたパブに由来する。当初このパブはThe Swiss Tavernと呼ばれていたが、後年スイス・コテージに改名された。
この新駅は当初近接していたメトロポリタン線のスイス・コテージ駅の一部として運営され、1番線、2番線がメトロポリタン線、3番線、4番線がベーカールー線とされたが、メトロポリタン線の駅は1940年8月17日に廃止された。
ベーカールー線スタンモア支線が1979年5月1日にジュビリー線の一部となったため、当駅もジュビリー線の駅となった。当駅はサウス・ハムステッド駅に近接しているが、乗換駅とはされていない。

## 隣の駅
ロンドン交通局
ロンドン地下鉄
■ジュビリー線
フィンチリー・ロード駅 - スイス・コテージ駅 - セント・ジョンズ・ウッド駅

## ギャラリー

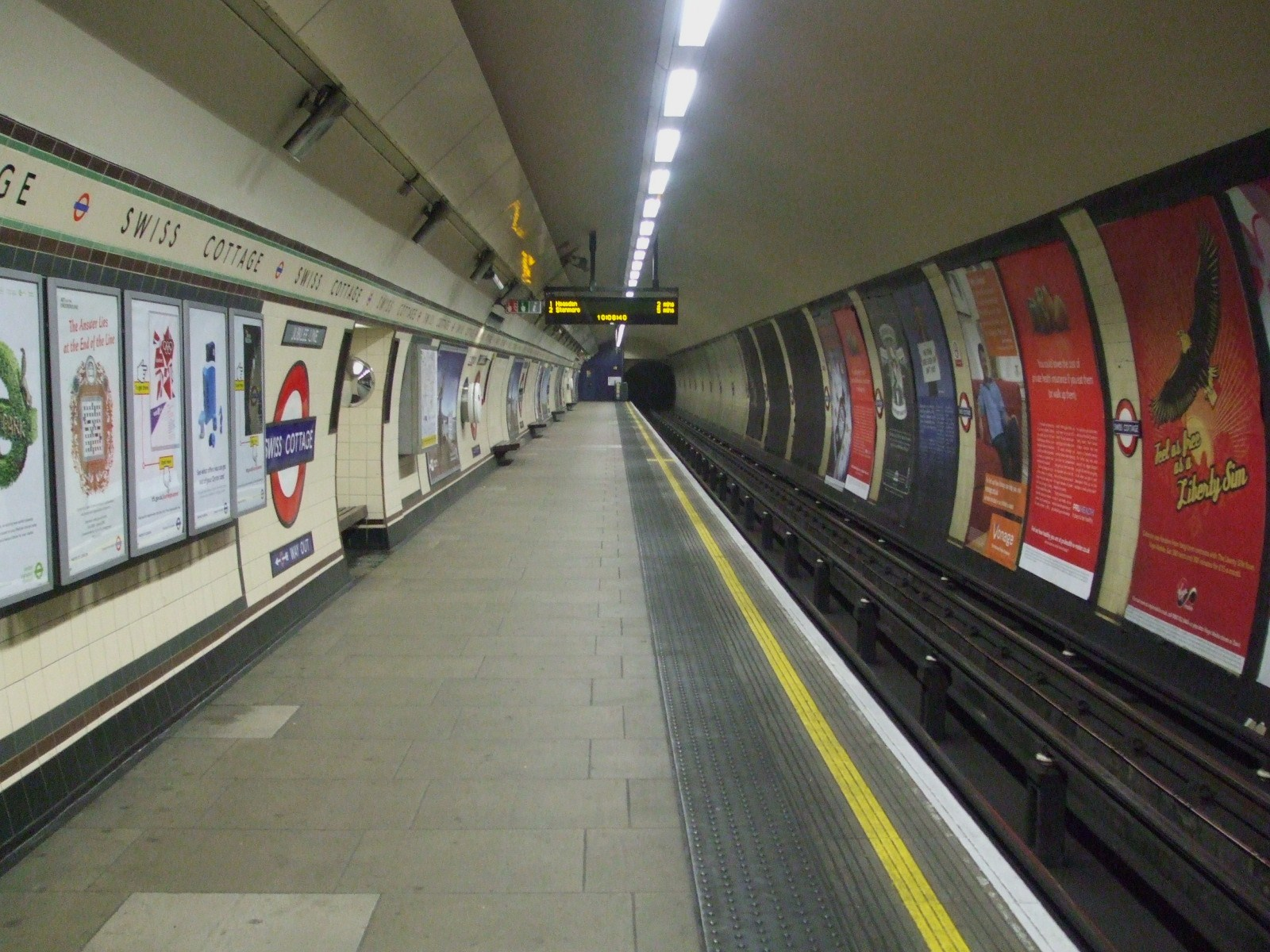
西行き(スタンモア方面)ホーム (当駅では実際には北行きである)で東側を見る
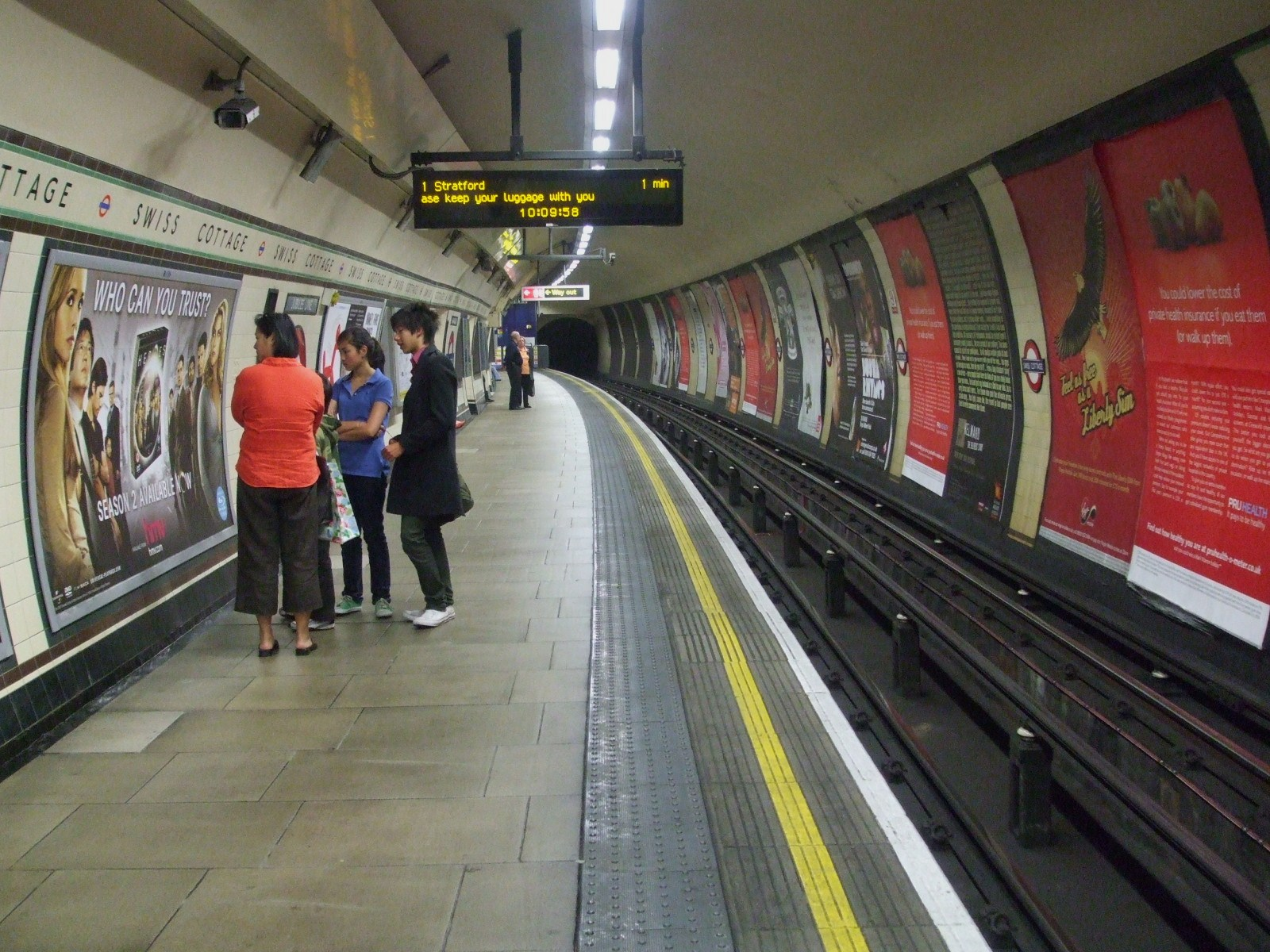
東行き(ストラトフォード方面)ホームで西側を見る。
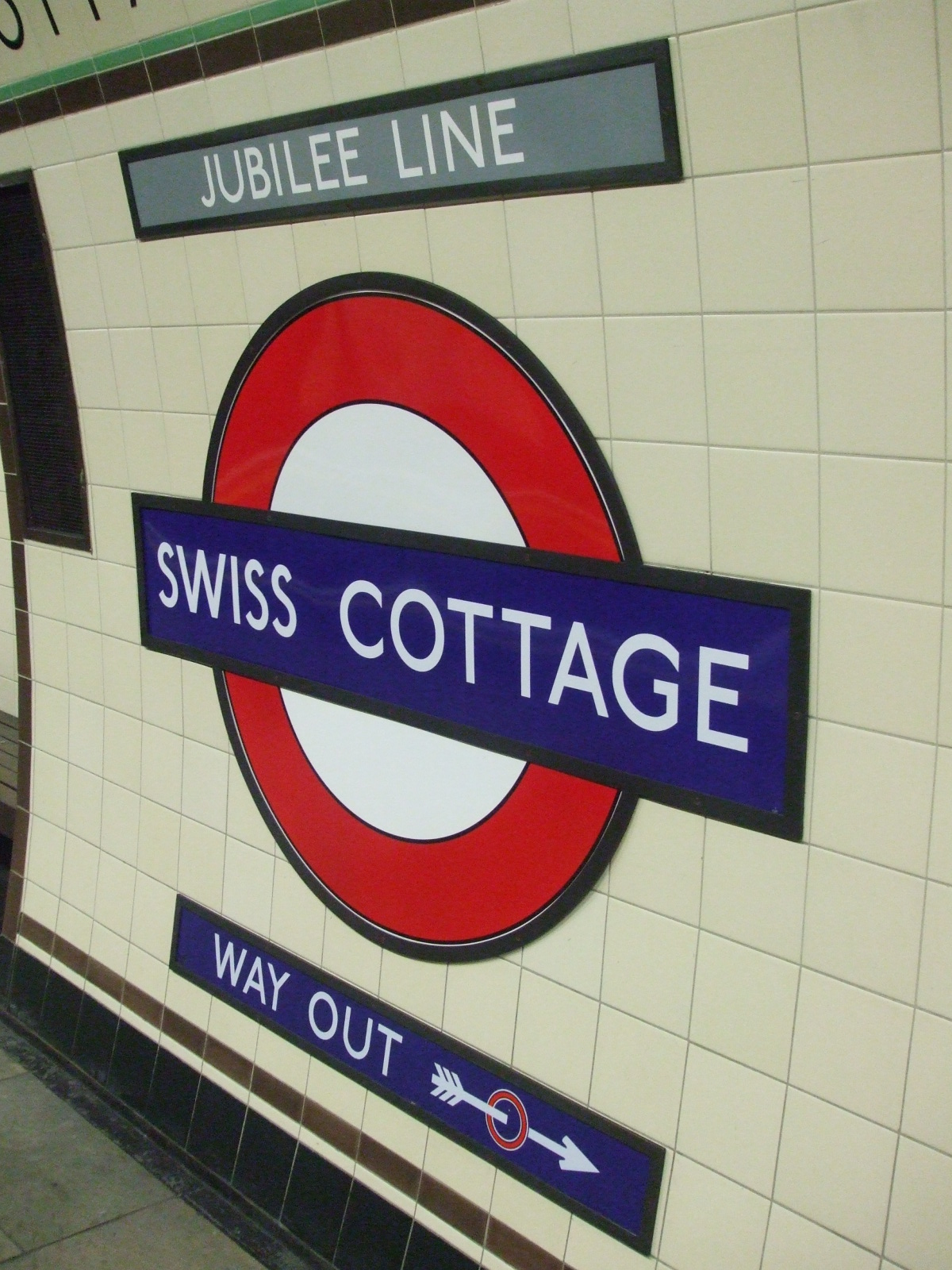
駅名標
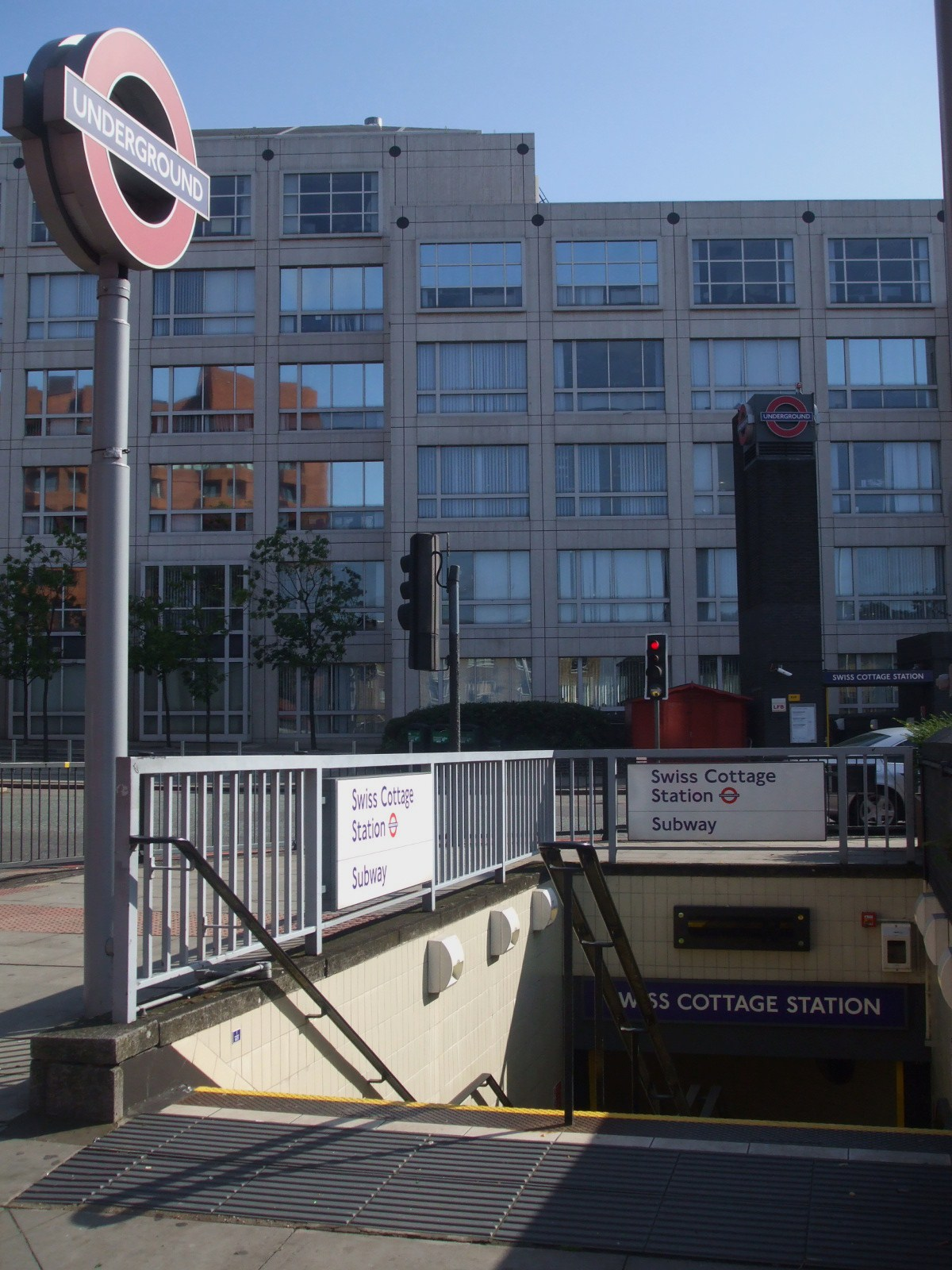
西口